# 3Racha
Pour les articles homonymes, voir Racha.
3Racha (stylisé 3RACHA, hangeul : 쓰리라차, RR : Sseuriracha) est une sous-unité du groupe sud-coréen de hip-hop Stray Kids, originaire de Séoul, affilié à JYP Entertainment, et qui est formé fin 2016. Le groupe est composé de trois membres se prénommant CB97, SpearB et J.One. Ils agissent tous en tant que principale équipe de composition. Le trio est reconnu pour avoir écrit et produit la majorité de la discographie de Stray Kids.

## Histoire
Le 18 janvier 2017, ils publient leur première mixtape intitulé J:/2017/mixtape sur le service SoundCloud, composé de sept pistes. Ils ont immédiatement reçu un accueil enthousiaste de la part des auditeurs pour leur capacité à écrire et à produire leur propre musique à un niveau professionnel. Avant la sortie de leur premier extended play, 3Days, ils sont annoncés comme faisant partie d'une émission de téléréalité de JYP Entertainment sous le nom de Stray Kids. Pendant la diffusion de l'émission de téléréalité, 3Racha sort plusieurs singles séparés, et le 20 décembre, le lendemain de leur épisode final de l'émission de téléréalité, ils sortent également un extended play intitulé Horizon, qui compile toutes les chansons qu'ils avaient récemment mises en ligne
En janvier 2018, 3Racha sort un single intitulé Start Line pour célébrer leur première année en tant que groupe. Le premier EP de Stray Kids, intitulé Mixtape, est également publié. Il est composé de sept chansons interprétées lors de l'émission de téléréalité Stray Kids. 3Racha obtient des crédits en matière d’écriture et de production dans cet extended play. Le 25 mars, 3Racha fait ses débuts dans Stray Kids avec la sortie de leur extended play, I Am Not, et le premier single District 9. Les trois membres de 3Racha participent à la composition et à la production de l'extended play. 3Racha composent également plus tard les deux extended plays suivants de Stray Kids, I Am Who et I Am You.
3Racha compose et écrit les paroles pour le quatrième EP de Stray Kids intitulé Clé 1 : Miroh. Le trio a également écrit et composé le premier album spécial de Stray Kids, Clé 2 : Yellow Wood sorti en juin, dans lequel 3Racha a des crédits en composition et en production dans tous les morceaux.
Le trio fait de même pour le cinquième EP de Stray Kids, Clé: Levanter, en décembre.
Le 18 janvier 2020, 3Racha sort le single Carpe Diem pour célébrer son troisième anniversaire. Le trio écrit le premier album studio de Stray Kids, Go Live (Go生), qui est sorti le 17 juin.

## Membres
Adapté depuis le profil du groupe Stray Kids sur le site officiel de JYP Entertainment.
| Nom de scène | Nom de naissance        | Nom de naissance | Date de naissance | Nationalité              | Positions                                                                        |
| Nom de scène | Romanisé                | Coréen           | Date de naissance | Nationalité              | Positions                                                                        |
| ------------ | ----------------------- | ---------------- | ----------------- | ------------------------ | -------------------------------------------------------------------------------- |
| CB97         | Christopher Chahn Bahng | 방찬             | 3 octobre 1997    | 🇰🇷 Sud-coréen Australien | Leader, producteur, chanteur principal, parolier, rappeur, hyung (le plus vieux) |
| SpearB       | Seo Chang-bin           | 서창빈           | 11 août 1999      | Sud-coréen               | Rappeur principal, producteur                                                    |
| J.One        | Han Ji-sung             | 한지성           | 14 septembre 2000 | Sud-coréen               | Rappeur principal, chanteur secondaire, producteur, maknae (le plus jeune)       |

## Discographie

### Singles
| Année | Titre      | Paroles         | Producteur(rice)(s) | Réf.  |
| ----- | ---------- | --------------- | ------------------- | ----- |
| 2018  | Start Line | 3Racha          | CB97                |       |
| 2018  | Zone       | 3Racha          | CB97                |       |
| 2020  | Carpe Diem | J.One et SpearB | CB97                | [ 7 ] |

### Pistes supprimées
| Année | Titre                                                                | Paroles | Album           | Réf. |
| ----- | -------------------------------------------------------------------- | ------- | --------------- | ---- |
| 2017  | The Dreamz                                                           | 3Racha  | J:/2017/mixtape |      |
| 2017  | Complain                                                             | 3Racha  | J:/2017/mixtape |      |
| 2017  | 42                                                                   | 3Racha  | J:/2017/mixtape |      |
| 2017  | ₩1,000,000                                                           | 3Racha  | J:/2017/mixtape |      |
| 2017  | Cloud -9                                                             | 3Racha  | J:/2017/mixtape |      |
| 2017  | Don't Touch Me (건들지마)                                            | 3Racha  | J:/2017/mixtape |      |
| 2017  | Bucket List                                                          | 3Racha  | J:/2017/mixtape |      |
| 2017  | If There's a Shadow, There Must Be Light (그림자도 빛이 있어야 존재) | 3Racha  | 3Days           |      |
| 2017  | Sesame (깨)                                                          | 3Racha  | 3Days           |      |
| 2017  | ID:a                                                                 | 3Racha  | 3Days           |      |
| 2017  | Subway Pt.II                                                         | 3Racha  | 3Days           |      |
| 2017  | Cypher I                                                             | 3Racha  | 3Days           |      |
| 2017  | Wallet Room (지갑방)                                                 | 3Racha  | 3Days           |      |
| 2017  | Alchemistry                                                          | 3Racha  | 3Days           |      |

### Clips
- 2018 : Zone

### Web-séries
- 2019 : Pre-talk JYP X 3Racha

## Distinctions
| Cérémonie          | Année | Catégorie          | Nomination | Résultat |
| ------------------ | ----- | ------------------ | ---------- | -------- |
| Asia Artist Awards | 2023  | Best Creator Award | 3Racha     | Lauréat  |